# Svarte Riddaren
Svarte Riddaren är en litterär figur som förekommer som en riddare från legenden om Kung Artur. I Walter Scotts roman om riddaren Ivanhoe återvänder kung Richard Lejonhjärta till England förklädd till Svarte Riddaren.